# Горбань світлий
Горбань світлий, умбріна світла, горбиль світлий (Umbrina cirrosa) — риба родини горбаневі.

## Розповсюдження
Зустрічається у морях Атлантичного океану європейського і африканського узбережжя Атлантики, включаючи внутрішні моря від Середземного до Азовського. В Україні відзначений у Чорному та Азовському морях, зокрема вздовж берегів Кримського півострова і в Керченській протоці, біля Бердянської та Обитічної кіс, у Каркінітській і Одеській затоках та у Дніпровсько-Бузькому лимані.

## Будова
Тіло помірно подовжене, доволі високе. Задній край передкришкової кістки зубчастий. Спинний плавець складається з двох не зовсім розділених частин. Найдовша колючка у спинному плавці третя. Хвостовий плавець усічений, іноді зверху трохи виїмчастий. На підборідді є короткий, трохи потовщений вусик. Рот малий, нижній, висувний. На верхній щелепі розосереджено розташовані смужкою тонкі загострені зуби, на нижній щелепі, густішою смужкою тупі зуби. Найбільша довжина тіла, імовірно, до 1,5 м, маса — до 30 кг. Забарвлення спини коричневе; з спини у напрямку вперед-вниз по світлих боках спускаються темні звивисті смужки. Спинний і хвостовий плавці трохи світліші за спину; анальний і парні плавці ще світліші. На зябровій кришці є темна пляма.

## Спосіб життя
Морський шельфовий маломігруючий вид. Тримається в районі морських обмілин, переважно над піщаними ґрунтами з домішкою гальки, черепашника й мулу, з кам'янистим дном, біля скелястих берегів. Навесні підходить до берегів і входить у солоноводні затоки; взимку переміщується у глибші місця. Довжина тіла біля берегів Криму 22-33 см, у північній частині Чорного моря 37-48 см. На нерест (у серпні) переміщується у прибережну зону. Плодючість самки завдовжки 99 см, масою 7,5 кг і віком 8 років з північної частини Чорного моря становить 2900 ікринок. Молодь завдовжки 3,7-4,8 см і масою 0,5-2,2 г у серпні-вересні живиться гамаридами, мізидами і креветками. Дорослі особини живляться придонними організмами (креветками, крабами, черв'яками), над кам'янистим дном полюють за рибами (хамсою, шпротом, скумбрією, кефаллю).

## Значення
Другорядне значення у місцевому промислі. Вид занесений до Червоної книги України.